# Chrysopodes nigripilosus
Chrysopodes nigripilosus är en insektsart som först beskrevs av Banks 1924.  Chrysopodes nigripilosus ingår i släktet Chrysopodes och familjen guldögonsländor. Inga underarter finns listade i Catalogue of Life.